# Monte Coppolo
Il Monte Coppolo (2.069 m s.l.m., l Cópol in dialetto lamonese) una montagna  che si trova sul confine fra la provincia di Trento e quella di Belluno, più in dettaglio tra i comuni di Lamon (BL) e Cinte Tesino ( TN )

## Caratteristiche
La montagna ricade quasi interamente nel comune bellunese di Lamon ed è composta da un grande zoccolo piramidale quasi completamente boschivo e da una parte sommitale formata da pareti di rocce calcaree e dolomitiche.
Il Coppolo ha tre cime: la prima e più alta (2.069 m s.l.m.), detta "de San Donà", sovrasta la frazione di San Donato, la seconda detta "del Archìl" è situata sopra l'abitato di Lamon, mentre la terza, più bassa si trova a mezza via fra le due.

## Salita alla vetta
La vetta può essere raggiunta per la via normale dalla località "Le Ej" Lamon (Belluno) oppure dal Passo del Brocon. È possibile salire anche dal fondovalle del Vanoi o del Senaiga tramite una capillare rete di sentieri di caccia.